# Yerevansky Avtomobilny Zavod
ErAZ (en Armenio: երեւերեւնի վտոմոբիլվտոմոբիլվտոմոբիլյին գործգործրրն y en Ruso: Ереванский Автомобильнский Автомобильный завод Ераз o Yerevanskiy Avtomobilny Zavod, también conocido como ErAZ y JerAZ) fue un antiguo fabricante de furgonetas con base en Ereván, esta empresa es más conocida principalmente por producir la van RAF-977K (como ErAZ-762) de 1966 a 1996, Los planes para establecer la fábrica ErAZ surgieron el 31 de diciembre de 1964 por el Consejo de Ministros de la R.S.S.A. El personal original se capacitó en RAF en Letonia y UAZ en Rusia, ErAZ se privatizó en 1995 y se declaró en quiebra en 2004.

## Historia

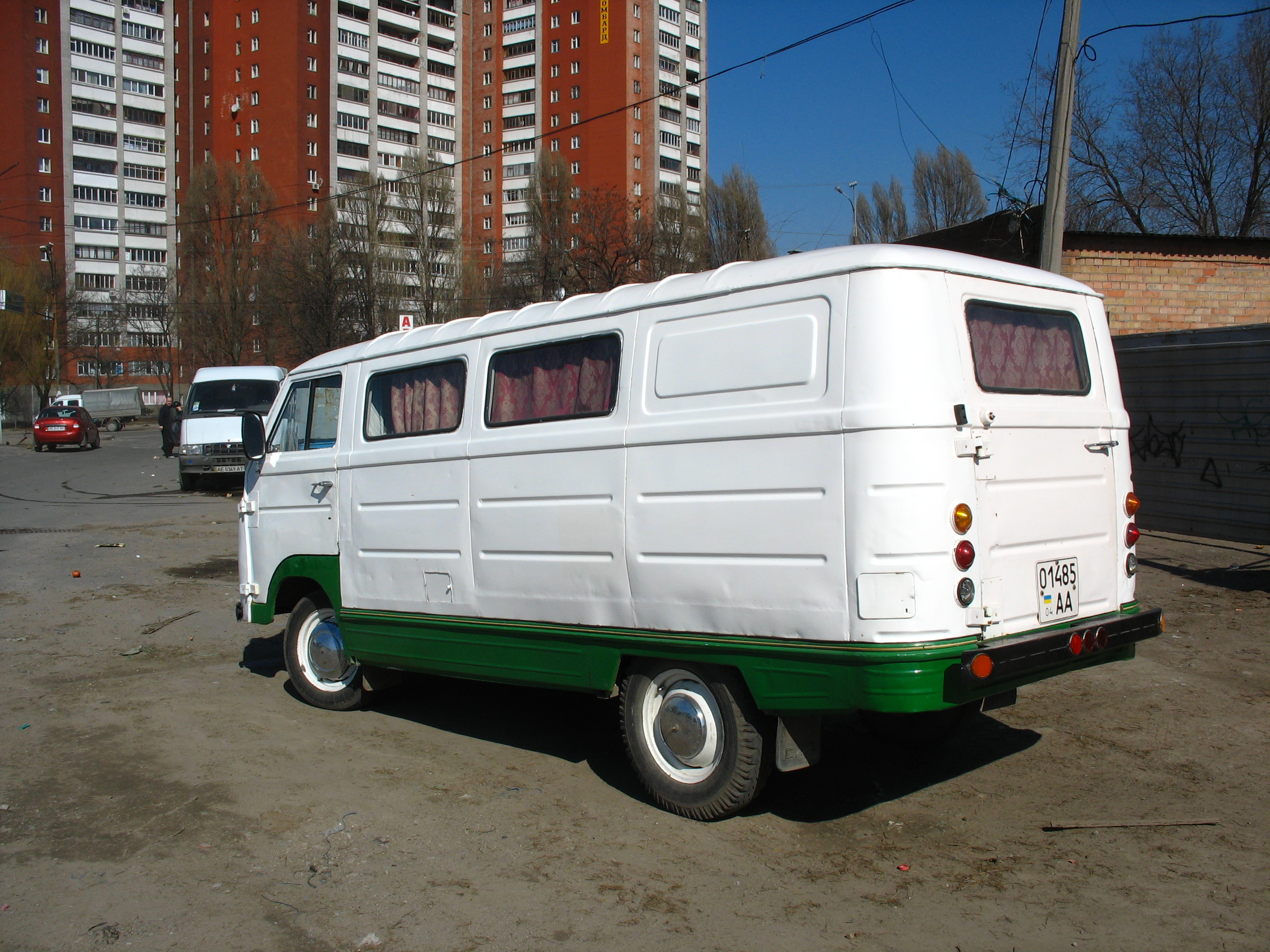
Una JerAZ-762W estacionada en las calles rusas (2007)

La empresa comenzó el 31 de diciembre de 1964, con Minavtoprom (la Agencia Soviética responsable de la industria automotriz, para producir con licencia el RAF-977 en una planta local de montacargas), En 1965 se creó el primer equipo de 66 personas y en un principio para servir a los fabricantes rusos y ucranianos. El 10 de septiembre de ese mismo año la empresa se traslada a su primera fábrica. El primer vehículo, conocido como ErAZ-762 (conocido como Yeraz Dream), se construyó el 1 de mayo de 1966, ensamblando piezas producidas en otros lugares, La producción el primer año fue 1000 de la capacidad de diseño de la planta de 2,500 Vehículos por año, los primeros productos tenían cargas útiles de 800 kg (1,800 lb) y 1,000 kg(2.200 lb) siendo furgones que fueron producidos para las necesidades del País Armenio y otras repúblicas de la URSS, La compañía construyó un ErAZ-762A mejorado a partir de 1969. La producción aumentó a 6,500 por año en 1973 y llegó a 12,000 en 1975, debido a la instalación de una línea de ensamblaje genuina, una de las primeras de su tipo en la Unión Soviética. Los diseñadores de ErAZ comenzaron a trabajar en una camioneta completamente nueva, la ErAZ-3730, en 1971, siguiendo el ejemplo de Commer y Dodge Walk Thru. Los primeros modelos de prueba se montaron en 1976, nunca entraron en producción por falta de fondos.
El ErAZ-762B apareció en 1976. En 1982, la empresa produjo su vehículo número 100,000.

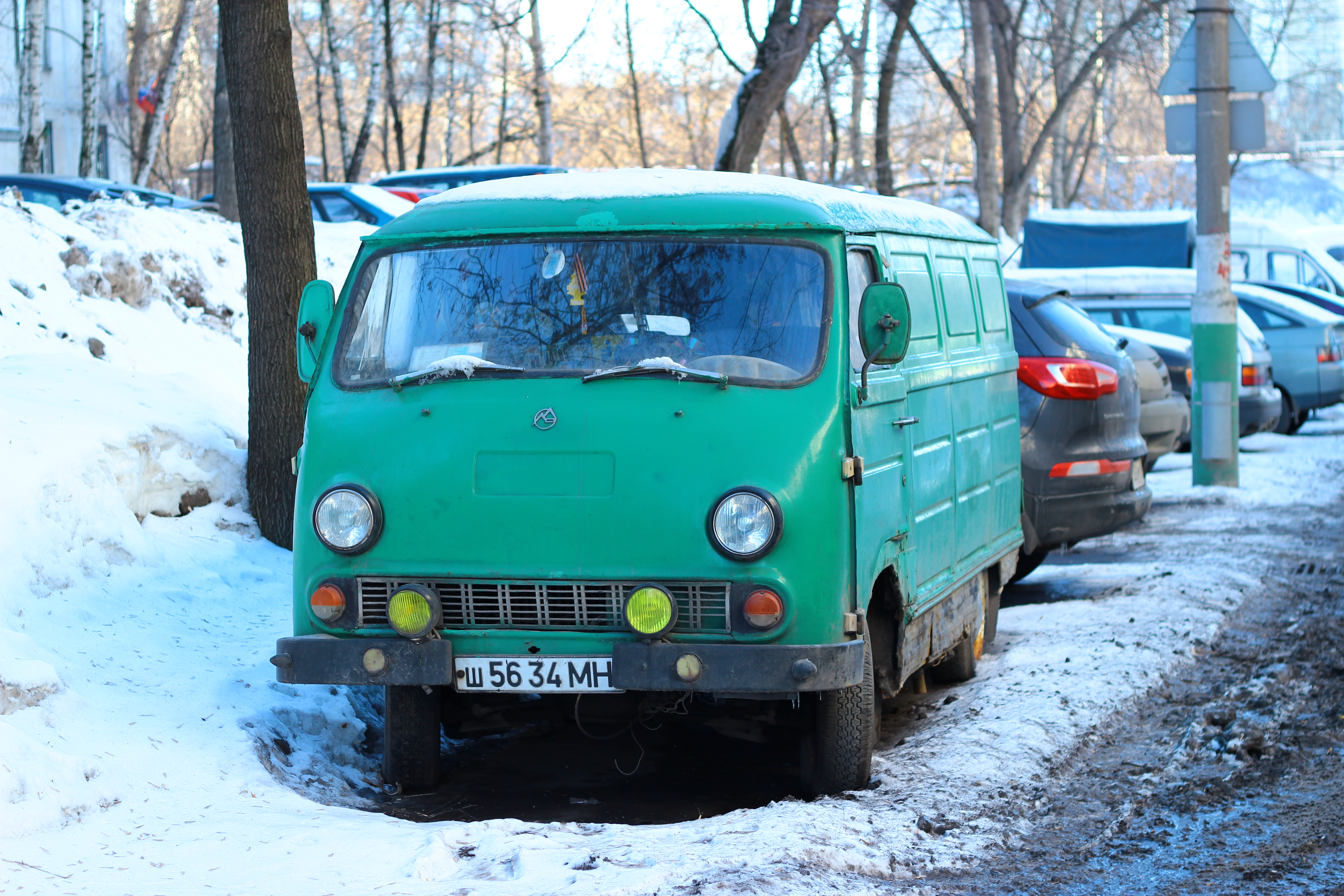
Una JerAZ-762W en las calles de Moscú (2013)

Tras la disolución de la Unión Soviética, la empresa pasó bajo poder Armenio y siguió produciendo furgonetas bajo licencia de UAZ. La empresa sufrió una baja en 1994 y la producción disminuyó drásticamente siendo un golpe para la empresa y luego hubo el despido de 1200 empleados
En 1995 la planta fue privatizada y reorganizada como sociedad por acciones "ErAZ". Sin embargo, los volúmenes de producción estaban disminuyendo. En el año 1996 se fabricaron 114 furgonetas. En el año 1997 se fabricaron 50 furgonetas. En 1997, el tribunal declaró la planta en quiebra.
En el año 2000 fueron oficialmente despedidos los últimos empleados restantes y la fábrica fue cerrada, en el 2004 la empresa se declaró en la bancarrota y fue disuelta ese mismo año.